# ジャヤ・インドラヴァルマン1世
ジャヤ・インドラヴァルマン1世（サンスクリット語: जय इन्द्रवर्मन् १, ラテン文字転写: Jaya Indravarman I, 生年不詳 - 972年?）は、チャンパ王国（占城国）第7王朝の第3代国王（在位：960年頃 - 972年?）。『宋史』では釈利因陁盤（ベトナム語: Thích Lợi Nhân Đà Bàn）および悉利多盤（ベトナム語: Tạt Lợi Đa Bàn）、『宋会要輯稿』では釈利因塔蛮（ベトナム語: Thích Lợi Nhân Tháp Man）および悉利因陀盤（ベトナム語: Tạt Lợi Nhân Đà Bàn）と記される。シュリーシャーナヴァドレーシュヴァラの碑文では「その強さによって街と民を守護した」と記されている。

## 生涯
960年12月にアブー・ハサンらを使者として犀角や象牙を献じ、翌961年1月24日にはアブー・ハサンを宋に遣使して香木や犀角、象牙を献じている。963年10月17日にも宋に朝貢して象牙や乳香を献じた。965年には、先王インドラヴァルマン3世の代にクメールに奪い去られていたポー・ナガル塔のバガヴァティー金像を再建しようとしたが、金像が建てられなかったため、新たに石像を建てた。966年4月2日には因陁玢李帝婆羅や白不羅低冬を遣使して、牯犀・象牙・白塁毛・絹・繍絹・親色絹や雜薬物を献じ、妃の波良僕瑁と子の茶羅継・占謀律秀瓊らも犀角・象牙・龍脳・玳瑁・香薬を献じた。7月には南唐の後主にも犀角などを献じている。10月25日には李𠰢を使者として宋に巨象や象牙・香薬を献じ、翌967年に李𠰢と李被瑳を宋に遣使している。970年にも雌象を献じ、翌971年には副王の李耨・妃の郭氏・子の蒲路鶏波羅らを遣使して宋に朝貢した。

## 参考資料
- George Cœdès (May 1, 1968). The Indianized States of South-East Asia. University of Hawaii Press. ISBN 978-0824803681
- Bruce McFarland Lockhart; Kỳ Phương Trần (January 1, 2011). The Cham of Vietnam: History, Society and Art. National University of Singapore Press. ISBN 978-9971-69-459-3
- Geetesh Sharma (2010). Traces of Indian Culture in Vietnam. Rajkamal Prakashan. ISBN 978-8190540148
- 『宋史』巻一 本紀第一 太祖一
- 『宋史』巻二 本紀第二 太祖二
- 『宋史』巻四百八十九 列伝第二百四十八 外国五 占城
- 『宋会要輯稿』巻百十九 蕃夷四 占城

| スタブアイコン | サブスタブ | この項目は、まだ閲覧者の調べものの参照としては役立たない、人物に関連した書きかけの項目です。この項目を加筆・訂正などしてくださる協力者を求めています（P:人物伝/PJ:人物伝）。 |